# Конистану (Тасшагільський сільський округ)
Кониста́ну (каз. Қоныстану) — село у складі Кзилкогинського району Атирауської області Казахстану. Входить до складу Тасшагільського сільського округу.
Населення — 55 осіб (2021; 112 у 2009, 339 у 1999).